# Хадсон, Кит
Кит Ха́дсон (англ. Keith Hudson; 1946— 14 ноября 1984) — ямайский музыкант и продюсер, известность и успех которому принесла его новаторская работа в жанрах ямайской музыки, в частности в дабе. Среди ямайских коллег получил прозвище «Тёмного принца реггей».
Первые записи Кита Хадсона относятся к 1960—61 гг., когда ему было 14 лет. В 21 год он основал свою фирму грамзаписи Imbidimts Records, финансовую поддержку которой он оказывал благодаря своей работе стоматологом. Первой пластинкой Imbidimts стал сингл «Old Fashioned Way» Кена Бута. К 1970 году лейбл насчитывал ещё два ямайских хита —
«Run Run» Делроя Уилсона и «Never Will I Hurt My Baby» Джона Холта. Тогда же вышел сингл «Dynamic Fashion Way» Ю-Роя — который некоторые считают первой подлинной диджейской записью. Следом последовали пластинки Денниса Алькапоне.
В 1974 году Хадсон стал записывать свои собственные пластинки («Flesh My Skin», «Torch Of Freedom» и др.). "Pick A Dub (1974) является одним из самых первых альбомов, целиком состоящих из даб-версий. Коммерческий успех Хадсона на Ямайке привлёк к нему внимание со стороны Virgin Records, для которого Хадсон записал в 1976 году альбом «Too Expensive», который к разочарованию лейбла был выдержан более в джазовой манере, нежели реггей. После этого Хадсон переехал в Нью-Йорк, где продолжил записи своих пластинок. В августе 1984 года у музыканта был обнаружен рак лёгких. Интенсивное лечение не помогло, и 14 ноября того же года Кит Хадсон скончался.

## Дискография
- 1972 Class & Subject
- 1972 Furnace
- 1974 Pick A Dub
- 1975 Entering The Dragon
- 1975 Flesh Of My Skin, Blood Of My Blood
- 1975 Torch Of Freedom
- 1976 Too Expensive
- 1977 Brand
- 1978 Rasta Communication
- 1979 From One Extreme To Another
- 1981 Playing It Cool, Playing It Right
- 1982 Nuh Skin Up Dub
- 1982 Steaming Jungle